# Setge de Fredriksten
El Setge de Fredriksten o Setge de Fredrikshald de 1718 fou un episodi militar de la Gran Guerra del Nord. Carles XII de Suècia inicià el 1718 la seva segona campanya contra Noruega, i va posar setge per segon cop a la Fortalesa de Fredriksten. El setge acabà amb la mort de Carles XII, d'un tret al cap, i la posterior decisió de l'Estat Major Suec de retirar-se.

## Antecedents
Durant el divuitè any de la Gran Guerra del Nord, Suècia es va veure obligada a restar a la defensiva a causa de la gran coalició aplegada contra ella. A partir de 1709 Suècia anirà perdent els diferents territoris que controlava fora de Suècia. La Livònia Sueca des de 1710 estava en mans dels russos; entre 1703 i 1708 els russos conqueriren l'Íngria Sueca; Bremen-Verden fou ocupat el 1712 per Dinamarca-Noruega; Finlàndia fou progressivament conquerida pels russos que la controlaren totalment a partir de 1713; i la Pomerània Sueca fou ocupada a principis de 1716. No obstant això, Carles XII decidí redoblar els esforços bèl·lics i concentrà les seves forces per derrotar Dinamarca-Noruega. En la resta de fronts els suecs s'hagueren de limitar a una defensa estàtica de les seves posicions.
Després de defensar amb èxit Strömstad, Carles XII es preparà per contraatacar al front noruec. Per millorar les defenses frontereres Carles XII ordenà construir catorze torres de guaita. A la primavera de 1718 l'exèrcit suec estava format per 37 regiments d'infanteria i 17 de cavalleria. Les noves lleves permeteren als diferents regiments recuperar la totalitat dels seus efectius.
La preparació de l'expedició fou supervisada en persona per Carles XII i el príncep hereu Frederic de Hessen-Kassel, i tingué lloc al petit poble de Kristinehamn, prop de la frontera amb Noruega. A l'abril l'exèrcit suec inicià les incursions a través de la frontera.
El pla d'operacions de Carles XII establia l'ocupació de Fredrikshald i Christiansand. Carles XII també volia controlar la ciutat costanera hanseàtica de Bergen i de Trondheim, així com les rutes entre elles. Mentre el rei suec marxà contra Fredrikshald, el General Carl Gustaf Armfelt i 10.000 homes s'aproparen a Trondheim des del nord. Segons el pla, tots els centres comercials suecs havien de ser ràpidament controlats i s'havien d'establir una sèrie de bateries costaneres per prevenir una possible invasió per mar. L'objectiu de Carles XII era integrar plenament Noruega a l'Imperi Suec. Per evitar l'acció de la cinquena columna tots els danesos i residents a Noruega d'origen danès havien de ser expulsats.
Per tal de treure el màxim partit a l'artilleria es preparen diverses flotilles amb armes, municions i soldats al llarg de la costa de Strömstad per garantir-ne un ràpid desplaçament. L'Armada Danesa va intentar desbaratar aquestes flotilles i tallar les rutes de subministrament. Els atacs danesos es revelaren com a summament eficaços i retardaren quatre mesos l'ofensiva sueca.
Al capdavant de 12.600 homes d'infanteria i 8.400 de cavalleria Carles XII atacà Noruega a principis de novembre de 1718. Les tropes sueques es dividiren en tres columnes, amb punts de sortida a les províncies de Bohuslän, Dalsland i Värmland, que es posaren en marxa cap a Fredrikshald entre el 7 i el 8 de novembre.
El General Weden ostentava el comandament suprem de les forces noruegues. La fortalesa de Fredriksten i la seva guarnició estaven a les ordres del tinent coronel Landsberg. Tot i els reforços provinents de Dinamarca i la mobilització de la milícia local el tinent coronel no podia atacar Suècia i s'hagué d'acontentar amb la defensa estàtica de la fortalesa. La superioritat numèrica dels suecs era tal, que l'únic objectiu de la defensa de la fortalesa era retardar i debilitar els suecs en previsió de posteriors enfrontaments.

## El setge
El setge comença el 20 de novembre quan es completà el bloqueig terrestre de les posicions noruegues. L'exèrcit danès-noruec, a les ordres del general Sponeck, es retirà a Glommen, on es concentraren 10.000 homes que controlaren les operacions sueques.
La fortalesa muntanyosa de Fredriksten disposava de tres fortificacions exteriors de suport. La primera a ser atacada pels suecs fou la de Gyldenlöve. Els suecs atacaren les posicions avançades noruegues i es veieren obligats a retornar a les seves línies. Carles XII ordenà la construcció de quatre emplaçaments d'artilleria per batre les fortificacions exteriors dels defensors. Tot i l'intens foc d'artilleria de la plaça els treballs de fortificació avançaren a bon ritme, arribant a 600 pasos de les fortificacions noruegues. Carles XII dirigí personalment les operacions, amb l'ajut dels oficials d'enginyers suecs. El monarca, en moltes ocasions, visitava les posicions de primera línia i supervisava les accions dels combatents.
Després de l'obertura de diverses trinxeres d'aproximació el dia 6 de desembre s'instal·là la primera bateria. Des d'aquestes posicions, es va obrir foc contra la posició avançada anomenada Gyldenlöwe, l'artilleria de la qual fou silenciada aquell mateix dia. La fortalesa en si gairebé no es va veure afectada per les bales de canó. El 7 de Desembre, el foc d'artilleria suec s'intensificà i la guarnició evacuà les posicions de combat a l'exterior de Gyldenlöwe. Els defensors, veient la impossibilitat de defensar la barbacana, en destruïren l'arsenal. El 8 de desembre els suecs obriren una petita bretxa i Carles XII ordenà realitzar un assalt nocturn. Després que el segon assalt fos rebutjat, Carles XII en persona encapçalà 200 granaders. Fou el segon en escalar les defenses noruegues, després del coronel Bosquet que dirigia l'atac. La muralla va ser presa, i la guarnició noruega es retirà a la torre. Aquesta també fou ocupada i els seus defensors capturats. L'atac contra la bretxa va costar la vida de molts suecs.
En els següents dies, els treballadors suecs començaren la construcció de noves trinxeres, entre la fortificació avançada i la fortalesa. La major part dels treballs es dugueren a terme de nit, a més a més, es cobriren les diferents trinxeres camuflant-les amb el terreny. El dia 11 de desembre les trinxeres sueques distaven 210 peus del glacis.

## Mort de Carles XII i retirada a Suècia
Els soldats noruecs bombardejaren els treballadors suecs constantment amb l'artilleria. A partir de l'11 de desembre, el comandant noruec ordenà il·luminar els parapets amb llanternes i torxes per controlar els treballs suecs, també es dispararen bengales i coets amb aquest objectiu. Tot i el clar perill, Carles XII recorregué constantment les trinxeres supervisant les operacions i animant als seus homes.
El dia 11 de desembre, cap a les nou del vespre, els soldats suecs trobaren el rei amb el cap al pendent d'un parapet i la corona per terra. Una bala li havia entrat per sobre de l'ull dret i li sortí per la templa esquerra. Les circumstàncies exactes de la mort del monarca difereixen en els diferents informes.
La mort del rei suec es va difondre la mateixa nit de l'onze de desembre per les línies sueques. Fins i tot el comandant de la fortalesa va ser informat per desertors suecs de la mort del rei. Després de mitja hora el cos del rei va ser tret de les trinxeres i traslladat a la rereguarda.
Davant del buit de poder generat al capdavant de l'exèrcit, el setge va ser cancel·lat per un consell de guerra. Arran d'aquest buit de poder va esclatar una lluita entre els partidaris de la casa Holstein-Gottorp i els partidaris del príncep consort Frederic de Hessen-Kassel. La confrontació pel tron dividí la cúpula militar sueca.
La retirada sueca va començar el 14 de desembre. La tornada a Suècia es caracteritzà per la precipitació, la descoordinació i la manca de provisions. A aquests problemes s'hi afegí el mal temps, amb precipitacions i freds intensos. Durant la marxa de tornada, molts suecs van morir de fam i fred. La Guàrdia Reial sueca estava formada per 2.500 homes a l'inici de la campanya, però el gener de 1719 només tenia 500 efectius. El segon cos d'exèrcit a les ordres d'Armfeldt s'assabentà de la mort de Carles XII i inicià la que seria coneguda com la Marxa de la Mort Carolina. Quan l'exèrcit creuà la frontera sueca només quedaven 2.100 homes dels 5.800 que iniciaren la marxa.

## Les conseqüències
Després de la mort de Carles XII, la seva germana Ulrica Elionor fou elegida reina el 23 de gener de 1719 i coronada reina a Uppsala el 17 de març. Amb l'arribada al tron d'Ulrica Elionor el Reichstag recuperà gran part del seu poder. El 29 de febrer 1720 la reina abdicà en favor del seu marit Frederic, amb la condició que si aquest moria, la dignitat reial tornaria a les seves mans.